# Comuna Stoina, Gorj
Stoina este o comună în județul Gorj, Oltenia, România, formată din satele Ciorari, Mielușei, Păișani, Stoina (reședința), Toiaga, Ulmet și Urda de Sus.

## Demografie
Componența etnică a comunei Stoina
     Români (93,06%)
     Alte etnii (0,8%)
     Necunoscută (6,14%)
Componența confesională a comunei Stoina
     Ortodocși (92,69%)
     Alte religii (0,23%)
     Necunoscută (7,08%)
Conform recensământului efectuat în 2021, populația comunei Stoina se ridică la 2.133 de locuitori, în scădere față de recensământul anterior din 2011, când fuseseră înregistrați 2.376 de locuitori. Majoritatea locuitorilor sunt români (93,06%), iar pentru 6,14% nu se cunoaște apartenența etnică. Din punct de vedere confesional, majoritatea locuitorilor sunt ortodocși (92,69%), iar pentru 7,08% nu se cunoaște apartenența confesională.

## Personalități
- Polina Gheorghe (n. 20 mai 1949), interpretă de muzică populară și lăutărească din Argeș și Teleorman
- Alexandrina Găinușe (1932 - 2012), fost ministru al industriei ușoare

## Politică și administrație
Comuna Stoina este administrată de un primar și un consiliu local compus din 11 consilieri. Primarul, Marian Fota[*], de la Alianța pentru Unirea Românilor, este în funcție din 1 noiembrie 2024. Începând cu alegerile locale din 2024, consiliul local are următoarea componență pe partide politice:
|  | Partid                          | Consilieri | Componența Consiliului | Componența Consiliului | Componența Consiliului | Componența Consiliului |
|  | ------------------------------- | ---------- | ---------------------- | ---------------------- | ---------------------- | ---------------------- |
|  | Partidul Social Democrat        | 4          |                        |                        |                        |                        |
|  | Alianța pentru Unirea Românilor | 4          |                        |                        |                        |                        |
|  | Uniunea Salvați România         | 2          |                        |                        |                        |                        |
|  | Partidul Național Liberal       | 1          |                        |                        |                        |                        |